# Butter Brickle
Butter Brickle là một loại kẹo bơ cứng phủ sô-cô-la do nhà sản xuất kẹo John G. Woodward Co. tại Council Bluffs, Iowa bày bán lần đầu tiên vào ngày 20 tháng 11 năm 1924, và kẹo bơ cứng này dùng tạo thành hương vị cho món kem cùng tên được hãng The Fenn Bros. Ice Cream and Candy Co. sản xuất tại Sioux Falls, Nam Dakota.

## Lịch sử thương hiệu
Butter Brickle chính thức chào bán lần đầu tiên vào ngày 20 tháng 11 năm 1924, và được nhà sản xuất kẹo John G. Woodward Co. ở Council Bluffs, Iowa đăng ký thương hiệu vào ngày 15 tháng 5 năm 1928 chỉ dành cho kẹo chứ không phải kem. Arthur E. Dempsey, một nhà sản xuất kẹo và về sau là nhà phát minh làm việc cho hãng John G. Woodward Co. ở Council Bluffs, Iowa, có khả năng chính là người đã tạo ra loại kẹo được đem đăng ký thương hiệu Butter Brickle Riêng về món kem cùng tên Butter Brickle thì Nhà hàng Orleans Room thuộc Khách sạn Blackstone ở Omaha, Nebraska mới được ghi nhận có công tạo nên món này,  vào cuối thập niên 1920.
Fenn Bros. Ice Cream and Candy Co. do Henry C. Fenn và James W. Fenn thành lập vào năm 1898, nổi tiếng qua thương hiệu kẹo bơ cứng phủ sô-cô-la được đăng ký và hương vị kem kẹo bơ cứng mang tên Butter Brickle. Bên cạnh Butter Brickle ra, công ty này còn xuất xưởng thêm những loại kẹo khác như Walnut Crush, Blue Seal Nougat, Smooth Sailin’, Royal Brazils và Big Bogie (sau đổi thành Big Nougat), và kem lạnh. Các hãng làm kem hiện đang bày bán loại kem vị Butter Brickle và cái tên này vẫn còn sử dụng theo giấy phép được cấp.

## Ảnh hưởng văn hóa
Trong chương trình truyền hình Two and a Half Men, Rose đã đề nghị Charlie mang cho cô ấy một ít kem Butter Brickle.